# Max Schuldt

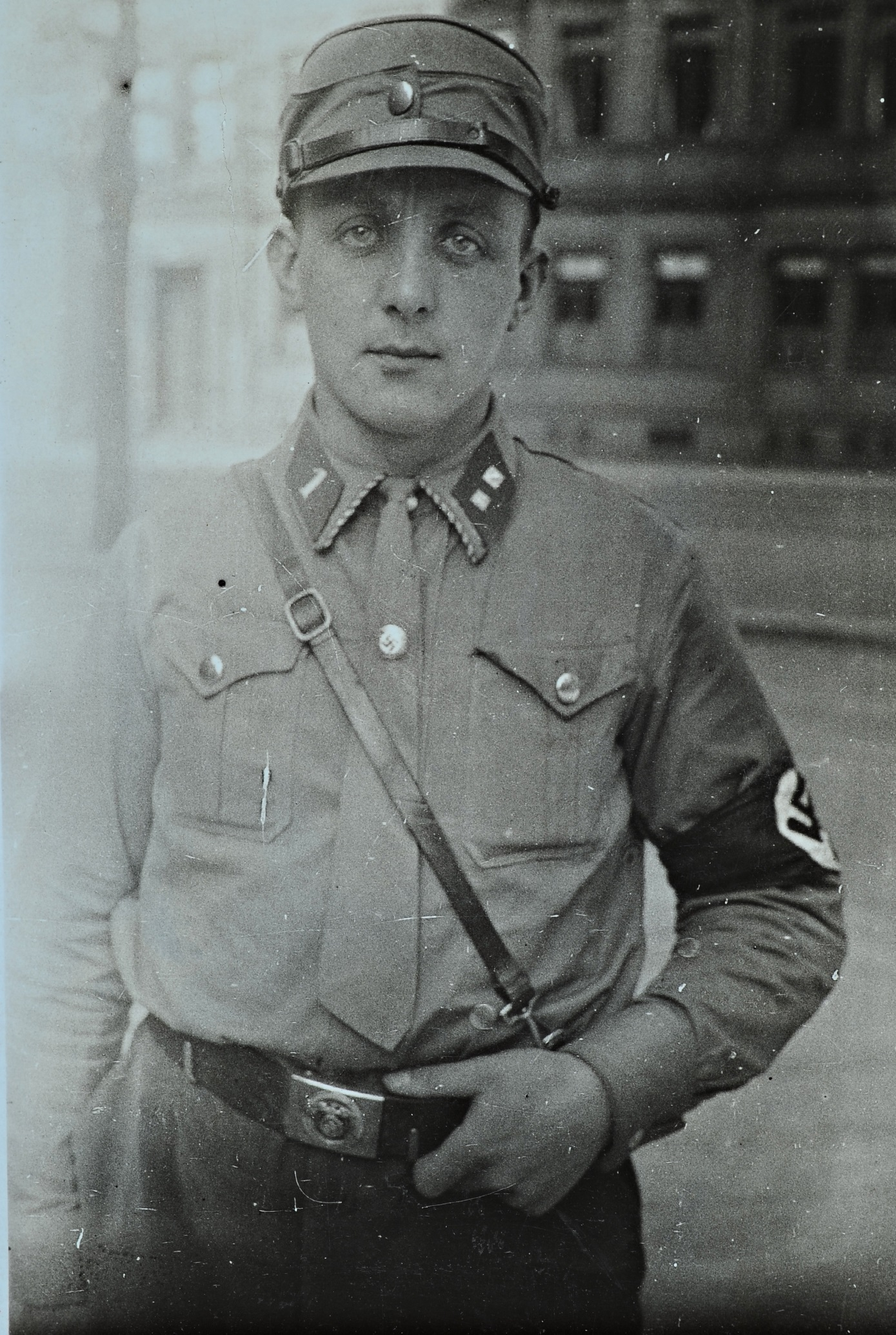
Max Schuldt (um 1930)

Max Walter Otto Schuldt (* 3. Mai 1903 in Neuenkirchen; † 1. Juli 1934 in Dresden) war ein deutscher SA-Führer. Er wurde bekannt als eines der Opfer des so genannten Röhm-Putsches.

## Leben und Wirken
Schuldt, ein gelernter Elektriker, trat am 1. Juni 1929 in die NSDAP ein (Mitgliedsnummer 135.244). Seit den frühen 1930er Jahren betätigte er sich in der Sturmabteilung (SA), der Parteiarmee der NSDAP.
Im Jahr 1933 war Schuldt, der damals in der Fritz-Reuter-Straße 7 wohnhaft war, Führer des im Chemnitzer Sonnenbergviertels stationierten SA-Sturmes 2/104, der in den Monaten nach dem Machtantritt der Nationalsozialisten eine regelrechte „Schreckensherrschaft“ über die Stadt ausübte. So waren Schuldts SA-Männer für die in diese Zeit fallenden Misshandlungen einer großen Zahl von Personen – zumeist politische Gegner der Nationalsozialisten – verantwortlich, die verschiedentlich auch den Tod der misshandelten Personen zur Folge hatten. Als Zentrale des im Wesentlichen von Schuldts Einheit getragenen Chemnitzer SA-Terrors diente das Hansa-Haus, dessen ehemalige Restauranträumlichkeiten ab März 1933 als Foltergefängnis genutzt wurden. Weitere Haft- und Folterstätten betrieb Schuldts Einheit von Anfang März bis Mitte Juni 1933 in den ehemaligen Arbeitersportheimen an den Sportplätzen Yorck- und Zeisigwaldstraße. Der damalige Chef der Kriminalpolizei in Chemnitz Albrecht Böhme beschrieb die Folterpraktiken, denen Schuldts Einheit ihre Opfer unterwarf, folgendermaßen:
„Es sind Fälle zu verzeichnen, wo die Opfer angebunden, nackt ausgezgen und bis zur Bewusstlosigkeit geprügelt wurden. U.a. hat man sie mit glühenden Eisen in das Gesäß gestochen und die Nacht über in eine Art Kiste gesteckt, wo sie bis zum Morgen, wie eine Schlange zusammengerollt, ausharren mussten [...] Die Misshandlungen sind teils derartig gewesen, dass fast kein Fleckchen heile Haut am ganzen Körper mehr zu sehen war."“
Auch Schuldt selbst galt als ein übler Schläger und Menschenschinder. Mindestens an einem der von der ihm unterstehenden Einheit begangenen Morde war er direkt beteiligt: Am 9. März 1933 führte Schuldt ein SA-Kommando an, das die Redaktion der sozialdemokratischen Zeitung Volksstimme besetzte. Dabei erschoss Schuldt den Geschäftsführer der Zeitung Georg Landgraf, als sich dieser Schuldts Kommando entgegenstellte.
Am 30. Juni 1934 wurde Schuldt, damals im Rang eines SA-Standartenführers, im Zuge der Röhm-Affäre nach der Auflösung eines Aufzuges, mit dem die Chemnitzer SA den Beginn des für den Monat Juli geplanten Urlaubes der SA einleiten wollte, von der SS auf dem Johannisplatz in Chemnitz verhaftet. In der Nacht zum 1. Juli um 4 Uhr wurde Schuldt in Dresden von der SS erschossen.
Schuldt war verheiratet mit Gertrud Weise.